# Campylocentrum pugioniforme
Campylocentrum pugioniforme é uma espécie de orquídea, família Orchidaceae, que supostamente habita a Venezuela. Apesar do nome não está claro se esta é realmente uma espécie que deveria ser classificada neste gênero.

## Publicação e sinônimos
- Campylocentrum pugioniforme (Klotzsch) Rolfe, Orchid Rev. 11: 245 (1903).

Sinônimos homotípicos:
- Angraecum pugioniforme Klotzsch, Index Seminum (B) 1851(App.): 12 (1851).
- Sarcanthus pugioniformis (Klotzsch) Rchb.f., Allg. Gartenzeitung 24: 219 (1856).
- Cleisostoma pugioniforme (Klotzsch) Garay, Bot. Mus. Leafl. 23: 173 (1972).

## Descrição
Não foi possível encontrar a descrição original desta espécie ou qualquer ilustração. Em seu artigo de 1903, Rolfe apenas informa que se trata de uma planta descrita com base em exemplar originário de Caracas, na Venezuela e que é diferente de qualquer outra deste gênero. Uma vez que Reichenbach e Garay classificavam esta espécie no gênero Cleisostoma, ou Sarcanthus, que é um sinônimo, tendemos a acreditar que de fato não deva ser um Campylocentrum. um dos problemas reside na acurácia da informação sobre sua origem uma vez que um gênero só existe na América e o outro apenas na Ásia e ilhas próximas. Em 2008, Hokche, O. et al. incluiram esta espécie em sua lista de plantas da venezuela no entanto não sabemos se sua identidade foi confirmada pelos autores. Mais estudos são necessários.